# Grand Rapids Art Museum
Das Grand Rapids Art Museum (GRAM) ist ein Kunstmuseum in Grand Rapids mit Sammlungen von der Renaissance bis zur modernen Kunst, sowie Spezialsammlungen zur europäischen und amerikanischen Kunst des 19. und 20. Jahrhunderts. Das Museum hat in seiner Sammlung 5.000 Kunstwerke, darunter über 3.500 Drucke, Zeichnungen und Fotografien.

## Geschichte
Das Museum wurde 1910 unter dem Namen Grand Rapids Art Gallery gegründet. Ursprünglich in einer ehemaligen Residenz in der Fulton Street 230 untergebracht, zog es 1981 in das historische Bundesgebäude an der Pearl Street.
Im Jahr 2004 begann der Bau eines neuen grünen Museumsgebäudes, das das weltweit erste LEED-zertifizierte Kunstmuseum sein sollte. Das 11.600 Quadratmeter große Gebäude mit 1.900 Quadratmetern Galerie- und Ausstellungsfläche ist LEED Gold zertifiziert. 2002 wurde das Londoner Büro Munkenbeck+Marshall Architects zum Architekten für das neue Gebäude bestellt und entwickelte den Entwurf vom ersten Konzept bis zur Baudokumentation. Im Sommer 2004 beendete der Museumsvorstand das Engagement von Munkenbeck+Marshall und beauftragte den Architekten Kulapat Yantrasast von wHY Architecture mit der Realisierung des Projekts.

## Ausstellungen (Auswahl)
- 2017–2018: Andy Warhol’s American Icons
- 2017: Black Waves: The Tattoo Art of Leo Zulueta
- 2016: Maureen Nollette: Honorable Ordinaries
- 2015–2016: Reynold Weidenaar: A Retrospective

### Michigan Artist Series
In seiner 100-jährigen Geschichte hat das Grand Rapids Art Museum die Werke von Künstlern aus Michigan in seinem Ausstellungsprogramm gezeigt. Diese Tradition wird nun in der Michigan Artist Series  in Galerien im gesamten Museum präsentiert. Es wird die Arbeit von lebenden Künstlern oder Designern, die in verschiedenen Medien arbeiten und im Staat leben, hervorgehoben.